# Sceloporus minor
Sceloporus minor este o specie de șopârle din genul Sceloporus, familia Phrynosomatidae, descrisă de Cope 1885. A fost clasificată de IUCN ca specie cu risc scăzut.

## Subspecii
Această specie cuprinde următoarele subspecii:
- S. m. cyaneus
- S. m. erythrocyaneus
- S. m. immucronatus
- S. m. minor